# Rebekka Bakken
Rebekka Bakken (Oslo, 4 aprile 1970) è una cantautrice, compositrice e produttrice discografica norvegese.

## Biografia
Dal 2000 al 2002 ha fatto parte di un duo con  Wolfgang Muthspiel, con il quale ha inciso tre album. Nel 2005 Is That You? ha segnato il suo primo ingresso nella classifica norvegese alla 30ª posizione, mentre due anni più tardi ha ricevuto un Amadeus Austrian Music Award  grazie al disco I Keep My Cool.
La cantante è conosciuta per la sua voce estensiva e variegata, che fonde folk, jazz e pop.

## Discografia

### Album in studio
- 2003 – The Art of How to Fall
- 2005 – Is That You?
- 2006 – I Keep My Cool
- 2007 – Building Visions
- 2009 – Morning Hours
- 2011 – September
- 2014 – Little Drop of Poison
- 2016 – Most Personal
- 2018 – Things You Leave Behind